# Нови Карвали
Нови Карвали (грч. Νέα Καρβάλη, Неа Карвали) је насељено место у општини Кавала у периферији Источна Македонија и Тракија, Грчка. Према попису из 2021. године било је 1.925 становника. Налази се на обали Егејског мора.
Према бугарском географу и историчару, Василу Канчову, у Новој Карвали је 1900. године живело 60 Рома. Године 1924. муслиманско становништво је принудно исељено у Турску а на њихово место су насељене грчке избегличке породице из Карвалија (Гузелјурт) у Кападокији (Турска), којих је на попису из 1928. године било 1.090. Село се раније звало Чапрадни Чифлик.